# Tomás Gómez Franco
Tomás Gómez Franco (Enschede, Países Bajos; 27 de marzo de 1968) es un político español, alcalde de Parla entre 1999 y 2008 y secretario general del Partido Socialista de Madrid-PSOE (PSM-PSOE) desde 2007 hasta 2015.

## Biografía

### Primeros años y carrera profesional
Tomás Gómez nació en los Países Bajos en el seno de una familia de inmigrantes, llegó a España con su familia cuando apenas contaba dos años. Estudió en el IES Enrique Tierno Galván de Parla y se licenció en Ciencias Económicas en la Universidad Complutense de Madrid especializándose en Política Monetaria y Sector Público; posteriormente inició estudios de doctorado con una tesis sobre la gestión sanitaria. Militó en Juventudes Socialistas.
Gómez, que ingresó en el PSOE en 1988, trabajó como técnico de desarrollo local para el Ayuntamiento de Parla. En 1999, tras ganar unas primarias locales de la agrupación socialista local de Parla, fue cabeza de lista de dicho partido para las elecciones municipales del 13 junio. Tras las elecciones fue investido alcalde del municipio en julio.
Ha desempeñado diversos cargos tanto en la agrupación socialista de Parla como en el Partido Socialista de Madrid, en la Federación Madrileña de Municipios y en el PSOE federal. Los más significativos son el cargo de Secretario de Juventudes socialistas de Parla y el de Secretario General de la Agrupación Socialista de Parla. Desempeñó la presidencia de la Comisión de Sanidad de la Federación Madrileña de Municipios, organismo del que también fue Vicepresidente. Fue miembro de la Ejecutiva regional del PSM desde el año 2000 hasta el 2004.
Además de secretario general del Partido Socialista de Madrid desde 2007 hasta marzo de 2015, fue portavoz socialista en la Asamblea de Madrid y senador por Madrid. Compaginaba dichos cargos con la docencia en la Universidad Carlos III de Madrid.
El 27 de noviembre de 2013 dimitió como senador, en desacuerdo con la postura de su partido al pactar con el PP la composición del nuevo Consejo General del Poder Judicial. En dicho órgano judicial se incluía como vocal al Juez Francisco Gerardo Martínez Tristán, quien había sido recusado por la formación liderada por Gómez (PSM) por considerar que trataba de poner bajo su control todos los recursos contra la privatización sanitaria perpetrada por el Gobierno de Ignacio González en Madrid. "Quiero poder seguir estando al lado de la gente, al lado de mi gente, al lado de los médicos, al lado de los pacientes, al lado de la sociedad madrileña, quiero poder seguir estando a su lado, al lado de todas las personas que defienden nuestra sanidad y si el precio que tengo que pagar por ello es entregar mi acta de senador lo voy a hacer con mucho gusto", dijo entonces.

### En el ayuntamiento de Parla
En las elecciones municipales de 1999 se presentó por primera vez como candidato socialista a la alcaldía de Parla y consiguió mayoría simple con el 41,17% de los votos, y 11 de los 25 concejales. Fue alcalde durante dicha legislatura. En las siguientes elecciones (2003), Gómez logró mayoría absoluta, consiguiendo el 75,35% de los votos, 20 de los 25 concejales y convirtiéndose en el alcalde más votado de España en municipios de más de 50.000 habitantes.
En los siguientes comicios municipales Gómez revalidó su mayoría, obteniendo un 74,43% de los votos y 20 concejales frente a un PP encabezado por María del Rosario Carrasco.
El siete de noviembre de 2008 dejó el puesto de alcalde para presentarse como candidato a la Presidencia de la Comunidad de Madrid.

### En la Secretaría General del PSM
Tras los malos resultados del Partido Socialista de Madrid-PSOE (PSM-PSOE) en las elecciones municipales y autonómicas en la Comunidad de Madrid, que llevaron a la dimisión del candidato a la presidencia de la Comunidad y secretario general del PSM, Rafael Simancas por el sonado escándalo conocido como el Tamayazo, Tomás Gómez se postuló como candidato a sucederle con el apoyo de algunos alcaldes socialistas del sur de la Comunidad de Madrid y de diversos cargos orgánicos del partido.
En el Congreso Extraordinario del PSM, celebrado los días 27 y 28 de julio de 2007, Gómez fue elegido nuevo Secretario General con un 91% de los votos. En el Congreso Extraordinario del PSM celebrado el 27 de julio de 2007 se enfrentó al diputado regional José Cepeda y el concejal del Ayuntamiento de Madrid Manuel García-Hierro donde tras obtener el 77% de los avales fue elegido Secretario General con el apoyo del 91% de los votos.
Durante su mandato en el PSM-PSOE, además de liderar la oposición al gobierno autonómico de Aguirre, fue crítico con decisiones del PP nacional como, por ejemplo, la inclusión de Eduardo Zaplana en la lista de Madrid para las elecciones generales de 2008.
El 7 de septiembre de 2008 fue reelegido en la Secretaría General del PSM con el 85% de los votos, con vistas a convertirse en el candidato socialista a la presidencia de la Comunidad de Madrid en las elecciones de 2011. Durante el mandato subsiguiente una de sus actuaciones más visibles fue el traslado de la sede central del PSM al edificio del Palacio de la Prensa en la madrileña Plaza del Callao.
En el XII Congreso del PSM celebrado los días 2 a 4 de marzo de 2012 fue reelegido Secretario General con el 59% de los votos, frente al 41% de la candidata Pilar Sánchez Acera.

### Candidato a la presidencia de la Comunidad de Madrid

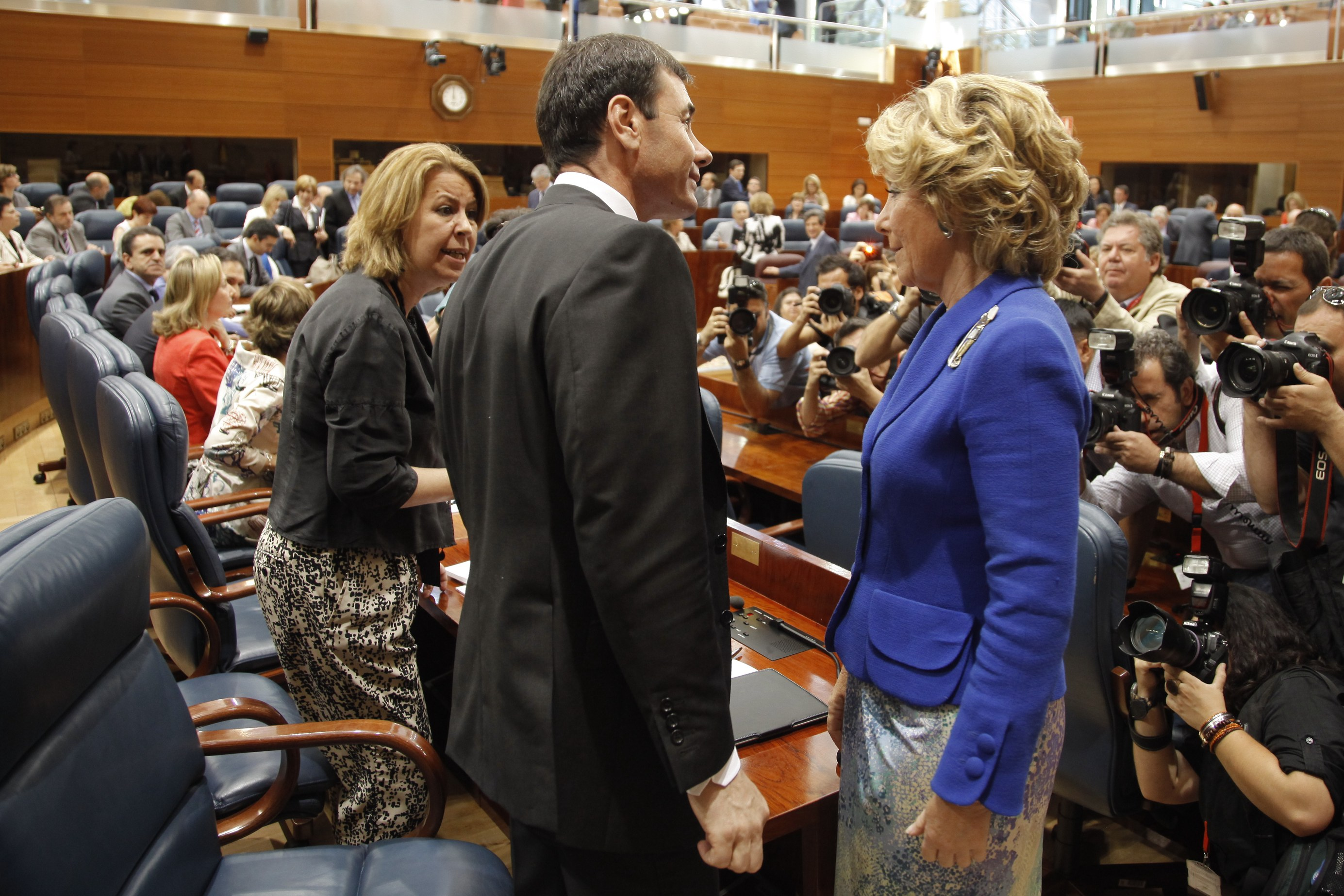
Fotografiado en el pleno de la Asamblea junto a Esperanza Aguirre.

El 9 de agosto de 2010 se confirmó que se celebrarían elecciones primarias para elegir el candidato a la presidencia de la Comunidad Autónoma de Madrid por el PSM. Tomás Gómez, apoyado por la mayor parte del PSM y por personajes históricos de la izquierda española, como Gregorio Peces-Barba, Juan Barranco Gallardo o Matilde Fernández, se midió en elecciones primarias con Trinidad Jiménez, hasta ese momento titular del Ministerio de Sanidad y apoyada por varios miembros de la dirección federal del Partido Socialista y del Gobierno de España como el presidente José Luis Rodríguez Zapatero y los ministros Alfredo Pérez Rubalcaba, José Blanco y Beatriz Corredor.
Finalmente, el 3 de octubre de 2010 se confirmó que Tomás Gómez encabezaría las listas del PSM para las elecciones autonómicas del año siguiente. Venció a Trinidad Jiménez por 7.613 votos frente a 7.055.
En las elecciones autonómicas del 22 de mayo de 2011, finalmente la lista encabezada por Gómez obtuvo el 26,5% de los votos y 36 escaños.

### Destitución

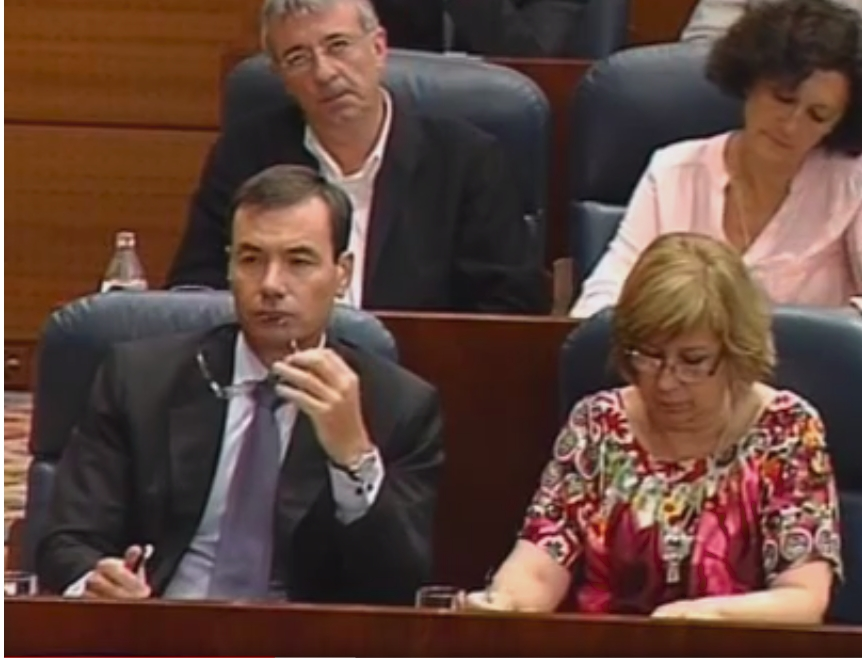
En el hemiciclo de la Asamblea de Madrid, junto a Maru Menéndez, durante el debate del Estado de la Región de 2014.

El 11 de febrero de 2015 el secretario general del PSOE, Pedro Sánchez, lo destituyó a consecuencia directa de las investigaciones emprendidas por la UDEF del Cuerpo Nacional de Policía y el fiscal relativas al sobrecoste de las obras del tranvía de Parla, que según argumentó César Luena, secretario de organización del PSOE nacional, habrían supuesto un «deterioro grave» de la imagen del partido y habrían dado lugar a «inestabilidad orgánica». Su ejecutiva fue sustituida por una gestora encabezada por Rafael Simancas, su antecesor en el liderazgo de la federación socialista madrileña, quien indicó que su destitución se había debido a las encuestas que se manejaban en la sede socialista y que le daban muy mal resultado en la Comunidad.

### Trayectoria posterior a la carrera política
A su salida de la dirección del PSM-PSOE, Tomás Gómez se reincorporó a su labor de docente y economista.
Tras los comicios del 26 de junio de 2016, en los que el PSOE liderado por Pedro Sánchez alcanzó su suelo electoral, Gómez hizo un llamamiento a la reflexión en el rumbo de la Secretaría General del partido.
En enero de 2018, uno de los principales arrepentidos en la Operación Púnica, David Marjaliza, intentó implicar a Tomás Gómez en hechos investigados en la causa.
En agosto de 2020 quedó archivado el caso de las obras del tranvía de Parla, habiendo sido ese  el motivo de su destitución como secretario general del PSM y candidato a la Asamblea de Madrid .

## Cargos desempeñados
- Alcalde de Parla (1999-2008).
- Secretario general del PSM-PSOE (2007-2015).
- Diputado de la Asamblea de Madrid (2011-2015).
- Portavoz del Grupo Socialista en la Asamblea de Madrid (2011-2015).
- Senador designado por la Asamblea de Madrid (2011-2013).

## Premios
- Premio Nicolás Salmerón de Derechos Humanos, en su categoría individual, otorgado en el Ateneo de Madrid en el año 2010.[24]